# Margit Schumann
Margit Schumann, po mężu Esmarch (ur. 14 września 1952 w Waltershausen, zm. 11 kwietnia 2017 w Oberhofie) – niemiecka saneczkarka reprezentująca NRD, dwukrotna medalistka igrzysk olimpijskich, czterokrotna mistrzyni świata i pięciokrotna medalistka mistrzostw Europy.
Na igrzyskach olimpijskich startowała trzykrotnie. Na igrzyskach w Sapporo w 1972 roku zdobyła medal brązowy, a na rozgrywanych cztery lata później igrzyskach w Innsbrucku – złoty. Brała także udział w igrzyskach w Lake Placid w 1980 roku, gdzie zajęła szóste miejsce.
Mistrzynią świata zostawała czterokrotnie: w latach 1973, 1974, 1975 i 1977. Na mistrzostwach Europy wywalczyła pięć medali. Przez trzy kolejne lata (1973, 1974, 1975) zdobywała tytuł mistrzyni Europy. W swoim dorobku ma również srebro wywalczone w 1977 oraz brąz z 1979. W sezonie 1977/1978 zajęła trzecie miejsce w klasyfikacji generalnej Pucharu Świata (ex aequo z Angeliką Schafferer i Roswitą Stenzel).
W 2004 roku znalazła się w pierwszej trójce zawodników, razem z Klausem Bonsackem oraz Paulem Hildgartnerem, którzy trafili do Hali Sław Światowej Federacji Saneczkarstwa.

## Osiągnięcia

### Igrzyska olimpijskie
| Rok  | Miejsce     | Jedynki |
| ---- | ----------- | ------- |
| 1972 | Sapporo     | 3.      |
| 1976 | Innsbruck   | 1.      |
| 1980 | Lake Placid | 6.      |